# あぶない刑事の登場人物
あぶない刑事の登場人物（あぶないデカのとうじょうじんぶつ）では、日本テレビ系列で放送されていたテレビドラマおよび映画『あぶない刑事』シリーズに登場する架空の人物を説明する。
なお、各エピソードのゲストキャラクター（主に被害者や犯人）については、ここではテレビシリーズの登場人物を紹介する。劇場版のゲストキャラクターについては、各作品の頁を参照。

## 凡例
この項目で用いる便宜上の略称は以下の通り。
- 『あぶない刑事』（TV） → テレビ1作目
- 『あぶない刑事』（映画） → 映画1作目
- 『またまたあぶない刑事』 → 『またまた』
- 『もっとあぶない刑事』 → 『もっと』
- 『もっともあぶない刑事』 → 『もっとも』
- 『あぶない刑事リターンズ』 → 『リターンズ』
- 『あぶない刑事フォーエヴァー TVスペシャル'98』 → 『フォーエヴァーTV』
- 『あぶない刑事フォーエヴァー THE MOVIE』 → 『フォーエヴァーMOVIE』
- 『まだまだあぶない刑事』 → 『まだまだ』
- 『さらばあぶない刑事』 → 『さらば』
- 『帰ってきた あぶない刑事』 → 『帰ってきた』

## 主人公
いずれもシリーズ全作品に登場。
鷹山 敏樹（たかやま としき）舘ひろし
横浜港警察署捜査課所属⇒探偵。港署時代の階級は巡査部長または巡査長。暴力犯捜査のプロフェッショナルであり、暴力団の最高幹部クラスからも警戒される存在である。横浜を本拠地とする広域暴力団「銀星会」を壊滅するまで執拗に追っていた。
通称「タカ」「ダンディー鷹山」他。
普段はクールな紳士を装っているが、時に正義感が強い激情家の一面も垣間見せる。テレビ1作目中盤以降は二枚目半なキャラが加った。
『フォーエヴァーTHE MOVIE』劇中に登場した履歴データによると、生年月日は1956年12月15日、現住所は横浜市中区本郷町、本籍は横須賀市汐入町。家族構成は、結婚してオーストラリアに住む妹のミチコ一人。父・トシハル（44歳没） と母・ヨシコ（41歳没）とは共に1973年に死別。また、サワコという名の妹がいることも第37話「暴発」での鷹山自身の台詞からわかるが、詳細は不明。
大下と並びハンドガンの名手であり、ショットガンを愛用する事が多いが、ライフルなどの他のタイプの銃も使いこなしている。また、ハンドガンを常に二丁携帯している。使用拳銃の変化は少なく、テレビ1作目から『もっとも』ではS&W M586 4インチ・ディスティングイッシュド・コンバットマグナム、『リターンズ』以降はコルト・ガバメント・タカカスタムとなっている。二丁目のほうは全シリーズS&W M49ボディーガードを使用。弾丸使用量は神奈川県随一。
ショットガンを使用しながらでも高度な運転技能を持つ程の大型バイクの名手であり、スズキGSX-R750や『またまた』以降ではハーレーなどを乗りこなす。本シリーズ全作において四輪乗用車での運転シーンが見られないのは、テレビ1作目スタート時に舘が出演していたCMと車両提供スポンサーとの兼ね合いがあった故のものであるが、時期的にその制約がなくなった劇場版以降になっても運転シーンがない理由は、大下とは対照的に車を運転できない鷹山のキャラが定着し、また舘自身もその設定が気に入ったためでもある。犯人追跡時に他者のバイクを借用して乗るという設定はこの事情のために生まれたものであり、バイク以外ではタバコ屋の店主から自転車を借りて乗車する場面 があった。
スーツと靴は全シリーズ通じてテットオム製がほとんど。テットオムのデザイナーは、舘とは長年懇意にしている仲である。スーツは黒のほか、グレー、ベージュ系など6種類を用意し、国際的なムードを壊さないようにシャツはダブルカフスにして、カフスボタンはアンティークショップで購入、激しいアクションに備えるために常に同じものを2着ずつ作り、全てオーダーメード仕立てである。夏場は上下白のスーツに白の半袖ポロシャツ、素足に白のスニーカーになる。
サングラスは『もっとも』までは舘本人の提携していた眼鏡メーカーの特注品を使用したが、『リターンズ』からはレイバンやアルマーニ製の物が多く、『まだまだ』ではロバートマーク、『さらば』ではmarcosを使用。
大下と同様にヘビースモーカーであり、煙草はテレビ1作目ではKENTだったが、『リターンズ』からフィリップモリスに変わっていた。いずれも火を付ける際にはパイプ印のマッチを愛用。
TV・映画1作目の際に愛用していた腕時計はリコーで『もっとも』の際に愛用している腕時計はオリスであった。
爆弾処理を得意とするが、大下と対照的に電子機器には疎く、TVシリーズで扱う場面はあるがパソコンなどはあまり進んで扱うことはない。
英語に堪能で、英字新聞（主にジャパンタイムズかデイリー・ヨミウリ）を愛読。
『まだまだ』まで携帯電話は持っておらず、公衆電話をよく使う。その公衆電話においてもテレフォンカードは使わず、硬貨を使用する。
定年退職を目前に控えた『さらば』では婚約者の夏海と共にニュージーランドでの悠々自適な生活を夢見ていたものの、マフィア組織「B.O.B」の手によって夏海は命を落とし、失意に叩き込まれるが、薫の叱咤により再起し、大下と共に最後の戦いに挑む。
学生時代はオールブラックスに憧れており、定年退職後はその本拠地であるニュージーランドへ渡り、大下と共に探偵事務所を営んでいる。
『帰ってきた』では現地警官とのトラブルが原因でニュージーランドでの探偵免許を剥奪されたことから大下と共に横浜に戻り、T&Y探偵事務所を開設している。

大下 勇次（おおした ゆうじ） 柴田恭兵
横浜港警察署捜査課所属⇒探偵。港署時代の階級は巡査部長または巡査長。盗犯捜査を得意とし、スリや空き巣に顔が広く、窃盗事件の現場検証などでは、鍵のこじ開け方を見るだけでその手口から犯人を特定できる。また自身もピッキングを得意とする。
電子機器にもそれなりに精通しており、携帯電話やパソコン、スマートフォンなども他のメンバーよりも早い段階で使用しており（柴田本人は携帯電話を所持していない）、「さらば」ではスマートフォンの位置情報で鷹山の恋人の夏海の居場所を大下が見つける。
通称「ユージ」「セクシー大下」他。
鹿児島県出生の静岡県出身。
一気呵成を旨とするが、それ故に辛抱強さや根気がない。一方でいざという時には理知的な一面を見せ、鷹山の押さえ役を務めることも多い。
家族構成は、企画設定時の9人兄弟の長男説や、柴田のアドリブにより自身の家族構成を当てはめた5人兄弟の4番目説があり、詳細は不明。
犯人が車で逃走しても、それを走って追いかけて行くほどの俊足自慢だが『まだまだ』では自分より若い刑事に追い抜かれ、『さらば』では暫く小型船を追いかけるも追いつかなかった後に「きつい」とつぶやくなど歳を感じさせる描写もあった。野球好きでプロ野球のその当時の時事ネタも多い。ゴルフもこよなく愛し「趣味は仕事、道楽はゴルフ」。そのこともあって『さらば』では定年退職後ニュージーランドで鷹山とゴルフに興じる場面がある。
鷹山と並びハンドガンの名手であり、マシンガン系の銃を愛用することが多い。そのうち、ハンドガンはシリーズごとに変化している傾向があり、テレビ1作目から『またまた』の間はコルト・ローマンMK-III2インチ、『もっと』と『もっとも』はコルト・パイソン　2.5インチ、『リターンズ』から『フォーエヴァーMOVIE』ではコルト・キングコブラ2.5インチ、『まだまだ』ではS&W M5863インチ・ユージカスタム、『さらば』ではS&W M10となっている。逆にマシンガンはウージーの使用が中心で、『フォーエヴァーMOVIE』の時だけM16自動小銃のショートモデルを使用しただけとなっている。
高度な運転技能を持つほどのドライビングテクニックの持ち主である。覆面車は、テレビ1作目から『もっと』第4話までは日産・レパード（F31前期）アルティマ（「横浜33も54-17」）（1作目の映画版以外はゴールド。1作目の映画版のみダークブルー、2作目の映画版はパールホワイトからゴールドツートンへ全塗装した個体）、『もっと』第5話〜『もっとも』ではレパード（F31後期）ダークブルーのアルティマターボ（「横浜33の45-05」）、『リターンズ』ではアルファロメオ・164SUPER 24V（「横浜34た10-06」）、『フォーエヴァー』ではマセラティ・ギブリE-MG（「横浜34た10-06」）を、『まだまだ』ではマセラティ・クアトロポルテ（ 「横浜300さ40-32」 ）を、『さらば』では日産・GT-R（R35型）Premium Edition（「横浜303む72-96」）のほか日産・レパード（F31前期）XJ-Ⅱ を使用した。
スーツは、テレビ1作目〜『もっとも』まではメンズティノラスを、『リターンズ』からはMASATOMOを着用している。メンズティノラスは、当時柴田がイメージキャラクターを務めており、放送直後に「同じものが欲しい」「品番を知りたい」という問い合わせが殺到、品切れになる現象も起きた。また、靴はメンズティノラスか、オペルカである。
サングラスは『もっとも』までLunetta BADA（ルネッタ・バダ）製やジバンシー製が多かったが、『リターンズ』ではレイバン製のみを使用し、『フォーエヴァー』以降はMASATOMOの物を使用する機会が増えた。『さらば』ではMASATOMOとRYNSHUを使用。
鷹山と同じくヘビースモーカーであり、煙草はLARK（初期の頃は赤いパッケージ。『フォーエヴァー』ではスーパーライト。『まだまだ』ではウルトラワン）。『リターンズ』ではCMに出演していた関係もあってかメリットを吸っていた。マッチではなく、Zippoで火をつけていた。
映画1作目から『もっとも』までの劇中では、当時柴田自らイメージキャラクターを務めていたポッカコーヒーを愛飲する場面が時折見られたが、当時舘ひろしがイメージキャラクターを務めていたポカリスエットも愛飲、鷹山と交換して飲むのが通例となっていた。
広東語（さらば）や韓国語（まだまだ）、スペイン語（さらば）を得意としている。
『さらば』で定年退職を迎えた後は、鷹山と共にニュージーランドに移住し探偵事務所を営んでいる。
『帰ってきた』では鷹山と共にニュージーランドから横浜に戻り、T&Y探偵事務所の探偵として活躍している。

## 主要人物
こちらもシリーズ全作品に登場。
真山 薫（まやま かおる 浅野温子）
通称「カオル」。岡山県出身。
横浜港警察署少年課。巡査 ⇒ 少年課長。警部 ⇒ 重要物保管所所長
鷹山・大下の親友で悪友。テレビ1作目・第17話時点での年齢は23歳（劇中のバス定期券から確認できる）。テレビ1作目はおてんばながら優秀な少年事件のスペシャリストとして描かれ、捜査課の応援に入った際にも真っ当に捜査にあたっていた。しかしテレビ1作目・第31話頃を境に、回・シリーズを重ねる毎にコミックリリーフ的な役回りが多くなり、徐々にそのキャラクターも崩壊。鷹山と大下のサポート役を務める場面も回を重ねる毎に減っていった。また、その影響で警察官らしからぬ数々のコスプレも披露する。
TVシリーズでは毎回、彼女のアップショットが本編ラストカットとなっていた。
拳銃は、シリーズを通してS&W M36 2インチを使用。ホルスターは、レッグタイプ、ヒップタイプ、ショルダータイプと多数所持している模様で、衣装により使い分けている。またホルスターを使わず、バッグの中やストッキングの裾に挟むこともある。
『またまた』では捜査課への転属を狙っている描写が見られる。『もっとも』の頃から、露骨に男と金に執着する場面が多くなる。『フォーエヴァー』では、自ら港署を去りラーメン屋として生きていこうと決断したが、『まだまだ』では松村の後を継ぎ少年課課長（警部）に出世していた。しかし鷹山に「いい男紹介するから」の一言で体よく使われる姿は昔と変わっていなかった。
『リターンズ』ではチェロの演奏を披露。また、下着は毛糸のパンツを愛用している事も発覚。
『まだまだ』では日本刀も所持していたが、途中で折れてしまい全く役に立たなかった。その日本刀は、今は真山のデスクに｛男忍法帳激闘の証｝として飾られている。
『さらば』では重要物保管所所長となっているが本人は乗り気ではなかった。またIT企業経営者と婚約し、大下・鷹山と同日に寿退職を控えていた。性格はこれまでと変わらないが、その一方、殺害された婚約者の亡骸の前で悲嘆に暮れる鷹山を叱咤して彼を再度立ち直らせたりする など、ドラマシリーズ初期のキャラクターを彷彿させる場面も見せた。
『帰ってきた』ではニュージーランドで結婚した噂が立っていたもののその後横浜に戻っており、そこで町田の乗る車両と接触したことに加え事情聴取を受けていたものの不起訴となり鷹山と大下の秘書になろうとしていた。
松村とは警察官になる前からの知り合い。未成年時代に交際していた男子をボコボコにしてしまい、警察に出頭させられた時の担当者が松村で、松村は調書を取るのもそこそこに真山をバーに連れていき酒を奢った。そのざっくばらんな立ち振る舞いに憧れて警察官を志したという設定だった。
町田 透（まちだ とおる 仲村トオル）
横浜港警察署捜査課。巡査 ⇒ 捜査課長。警部 （『まだまだ』- ）。通称「トオル」「トロイ動物」「プリティ町田」など。テレビ1作目開始時は交通課から捜査課へ異動したばかりの新人刑事であり、仕事中もナンパや遊びに余念のない性格が強調されていた。また誰かとコンビを組む事は少ないが、テレビ1作目の中盤からコンビを組み出す。特定の相手はいないが『もっと』からは大下と組むことが多くなる。
前述のように女好きで、何度痛い目にあっても鷹山・大下の「女を紹介してやる」の一言でいいように利用される。映画版では鷹山と大下に銃器と車を提供することが多い。『またまた』では、クライマックス直前に暴力団の銃器保管庫へと調達に行った際、バズーカを調達して意気揚々と担いでいたが、犯人グループとは戦わずそのままデートに向い、鷹山達から「あのバズーカ（デートで）何に使うんだろう?」 と首を傾げられた。
使用拳銃は大下に次いで変化が多く、テレビ1作目中盤までコルト・ローマン2インチ、テレビ1作目中盤以降から「もっとも」ではS&W M29　44マグナム4インチ、「リターンズ」から『フォーエヴァーMOVIE』ではS&W M586ディスティングイッシュド・コンバットマグナム4インチ、『まだまだ』ではコルト・パイソン 4インチとなっている。
主に使用する覆面車はスカイライン（R31）GTパサージュ後期、セフィーロ前期やレパード（F31後期）ダークブルーのアルティマターボ（『もっと』で大下とコンビを組む際に運転）、三菱・RVRと変化している。
シリーズ開始からしばらくは紺の三つ揃いスーツを着用していたが、テレビ1作目中期以降からはカジュアルな服装も多くなった。
『もっと』から「トロい動物」（『フォーエヴァーTHE MOVIE』では「マヌケな動物」）などの呼称が定着。『まだまだ』では捜査課長への出世により「賢い動物」とも呼ばれる。『まだまだ』や『さらば』ではかつて近藤元課長が発していた「瞳ちゃん、お茶」や「大馬鹿者!」という台詞を受け継いでいたり、大下に「いつの間にやら賢い動物に成り上がって」と言われ舞い上がったりする。上司となった立場上、鷹山・大下といえども呼び捨て、もしくは「〜君」と呼んでいた（二人は昇任試験を受けずに通していたらしい）が、3人だけの場面ではあっさり従前の卑屈な態度に戻ってしまう。
『さらば』では、警察官は定年退職前の半年間の殉職率が多い という理由から大下・鷹山の身を案じ、二人を定年当日まで捜査から外していた 。が、最終的には大下に往年のF31型レパードや銃弾を提供している。
『帰ってきた』では定年を目前に同期の八木沼（演・杉本哲太）から唆されて安寧の路をはかろうと考えるが、後に鷹山と大下から横浜が危機に晒されていることを聞かされると自ら責任を取る形で二人にF31型レパードや銃器類、1日限りの警察官としての捜査権限を与えている。
劇中での台詞によると、出身高校は「愛徳」だという。

## 神奈川県警察横浜港警察署
捜査課 / 少年課 / 警ら課 / 交通課 / 鑑識課 / その他

### 捜査課
近藤 卓造（こんどう たくぞう 中条静夫）
登場作品：テレビ1作目～『もっとも』
捜査課長。階級は不明。通称「タヌキ」。妻と子（息子・娘）の4人家族。刑事歴30年の生え抜きで、専門は鷹山と同じく暴力犯捜査。かつては暴力団から「鬼の卓造」と恐れられていた。
テレビ1作目・第28話「決断」で明かされた経歴によると北署捜査主任、暴力犯係長を経て1980年、港署捜査課長に就任。同話での「あと4年で定年だというのに」との発言から、1990年に定年を迎えている模様。『もっと』第8話「秘密」で大下が違法情報販売業者から発見した港署署員の個人情報ファイルには、1935年7月25日生まれで横浜市緑区川和に居住と記載されている。ただしこの情報は小説『あぶない刑事 1990』にて、業者が県警本部総務部に勤務する近藤の従弟のプロフィールと取り違えたものと言及されている。
管理職ゆえ、勤務中は常に署内にいる印象が強いが、テレビ1作目・第13話「追跡」では鷹山と大下の後を追うように愛媛県松山市に出張、第20話「奪還」では自ら現場に赴いたほか、第50話「狙撃」では鷹山・大下と共に銀星会本部に出向く場面がある。そして最後の登場となった『もっとも』終盤では、松村課長と共に神奈川県警本部へ出向き、銀星会と影で癒着していた警備局長・本多を追い詰めている。
問題児である鷹山・大下には手を焼いており、「大馬鹿者!」 と怒声を浴びせたり、あまりに命令無視が続くと「もういい!わしゃ知らん!!」と癇癪を起こして仕事を放棄することもある。しかし、内心では二人に厚い信頼と親近感を寄せており、最後の最後には辞職覚悟で二人の動きを黙認ないし密かにサポートすることもあった。『もっとも』のラストで二人が銀星会ビルの爆発に巻き込まれて生死不明となった報告を受けた際は、愕然とした表情で崩れ落ちた。二人に対する二人称は基本的に「鷹山」「大下」だが、シリーズ初期には鷹山を「タカ」と呼ぶ場面も存在する。上機嫌な時には「鷹山ちゃん、大下ちゃん」とちゃん付けになる。
家庭では、仕事帰りに買い物を頼まれていたり、夫婦喧嘩の翌日に部下に当たり散らすことも多い。趣味はゴルフで、休日にはゴルフ場に通うことが通例。しかし平日にこっそり行くこともあるようで、『もっと』第8話「秘密」でそのことを気にした発言をした。
「瞳ちゃん、お茶」はシリーズにおける定番セリフの1つである。「またまた」のエンドロール内では、全シリーズ通じて唯一、近藤の発砲シーンがある。
シリーズ開始当初からずっと口髭を生やしていたが、テレビ1作目・第39話「迷走」以降は口髭が剃られているほか、眼鏡もシルバーフレームのから黒縁のものに変わっている。髭を落とした理由は、占いにはまっている口うるさい親戚のおばさんに「課長に金運がないのはその髭のせい」などと言われたから。髭のなくなった近藤を見て田中は「課長の髭は大事な毛と同じなのに」と残念がった。
1994年10月5日、演者の中条が逝去したため『リターンズ』以降の出演は叶わないものとなったが、『リターンズ』の中では本人の声による「大馬鹿者!」のセリフを聞くことができる（生前の音源を使用）ほか名前が幾度か登場していた。『リターンズ』のEDスタッフロール冒頭、「To the Memory of 中条静夫」という字幕に哀悼の意がこめられた。また『さらば』の劇中でもその存在が大きく言及されており、EDロール冒頭では『またまた』の出演場面がライブフィルムとして挿入されたほか、『帰ってきた』でも出演場面が挿入された。
吉田 春彦（よしだ はるひこ 秋山武史）
登場作品：テレビ1作目～『フォーエヴァーTV』
階級・役職は不明。通称「ハルさん」。
風貌は強面だが物腰は柔和で、吉井と並ぶ実直な刑事である。いかなる捜査現場でも着実に任務をこなす。
テレビ1作目の途中より口髭をたくわえており、以後トレードマークとなる。主に谷村とコンビを組むが、時に大下または鷹山と組む場合もある。容疑者追跡の際にはモーターボートを操縦する場面も見せた。実家が医者と葬儀屋を営んでいるという港署随一の資産家でもある。
使用拳銃は『またまた』ではコルト・ガバメントを使用、それ以外ではコルト・ローマンの2インチ（グリップはスクエアタイプ）を使用した。
『フォーエヴァー』の撮影中、演者の秋山は直腸癌を患っており、病を押して『TVスペシャル'98』に出演したが、『THE MOVIE』は出演せずにそのまま降板、同作公開後の1998年9月28日に永眠した。
山路 瞳（やまじ ひとみ 長谷部香苗）
登場作品：全作品
庶務・巡査（「もっとも」まで） ⇒ 通信室（「リターンズ」） ⇒  捜査課長秘書・警部補（「さらば」）。通称「瞳ちゃん」。
テレビ1作目・第4話「逆転」では大下に気があるような発言も見せた（近藤・松村両課長もそれに驚きの表情）。オフィスラブ厳禁（減俸処分になる）だったためか、厳格な父の影響か、大下への憧れの態度はいつの間にか画面上に描かれなくなったが、『まだまだ』では7年ぶりの大下との再会に涙して喜んでいる姿が見られる。
絵心があり、数話において目撃者の証言から容疑者の似顔絵を描き、捜査に貢献。
回が進むにつれ、大下や田中の無茶振りにも即座に反応するようになり、叱りすぎて声が出なくなった近藤課長の身振り手振りを言葉に翻訳できるようにもなっていた。
平素は制服姿でいることがほとんどであったが、テレビ1作目・第49話の仙台ロケでは私服と水着の場面もあった。普段は内勤で仕事をしているが、第32話「迷路」では張り込みで谷村とカップルを装ったり、『もっと』第24話では大下の用事のために、近藤課長に内緒で外出することがあった。
テレビ1作目・第41話では港署を襲撃した犯人の人質となり、生命の危険に晒されている。
両親と同居し、3人姉妹の次女である。セリフから、先述のように父親は非常に厳格であると見られる。これは長谷部自身がシリーズの監督・長谷部安春の実娘という事実を劇中に反映したものである。横浜市長の姪。
『リターンズ』からは河野の後任の交通課無線係になった。髪型もロングヘアーだったが、『フォーエヴァー』からはショートヘアーになっている。
『さらば』では町田捜査課長の秘書官を務めている。
虎井 祐輔（とらい ゆうすけ 関口知宏）
登場作品：『リターンズ』
通称「トラ」。階級は不明。制服警官から捜査課に転属した新人刑事。
町田とよくコンビを組み、一緒にナンパしたりテレクラ通いをしていた。
自称では人間カーナビ、道に詳しいとしているが、実際は方向音痴。調子の良さは町田をも上回るもので、ポリシーを全く感じられない程。かねてから港署勤務に憧れを抱いており『リターンズ』で念願が叶った形だったが、『フォーエヴァー』では既に異動になったもよう。
使用拳銃は、かつて大下も使用していたコルト・ローマンの2インチを使用（ただし発砲シーンはなし）。
佐伯 真理（さえき まり 島崎和歌子〈「リターンズ」〉、実田江梨花（現・中江里香）〈「フォーエヴァー」〉）
庶務 （階級は不明）。それぞれ『リターンズ』と『フォーエヴァー』のみの登場。
水嶋 修一（みずしま しゅういち 佐藤隆太）
登場作品：『まだまだ』
巡査、新人刑事。ITに関する知識に長けており、難解なプログラムでも不自由なく解読する。足も速く、大下に世代交代を予感させた。
鷹山・大下不在となった横浜港署の検挙率を上げていたエースでもあった。過去の事件は全てデータベース化し、そこからプロファイリングして犯人を追い詰める捜査方法を取っていて、町田に其の都度報告するが相手にされなかった。また、鷹山・大下の行動パターンもデータベース化しようとしていた。
その正体は美咲涼子と同じ犯人グループの1人で、クライマックスにて自殺。その直前の「生まれ変わったら大下さんの後継者になります」との発言から、当初は"おっさん"扱いだった大下に対し、行動を共にしていた間に敬意を抱いた様子。
使用拳銃はベレッタM92F。
鹿沼 渉（かぬま わたる 窪塚俊介）
登場作品：『まだまだ』
巡査、新人刑事。銃器関連の事になると目の色を変え、話出したら止まらない銃器マニア。射撃も凄腕であり、対物ライフルも使いこなす。
水嶋と共に港署の検挙率向上に貢献。水嶋同様過去の事件のデータをもとにプロファイリングして犯人像を導き出す手法が得意で、昔ながらの捜査方法にあからさまな嫌悪感を示す。話し方も今時の若者口調で吉井・田中ら大先輩にもタメ口を使う。
しかし水嶋と同様に、彼の正体も美咲涼子と同じ犯人グループの1人であり、クライマックスで鷹山に射殺される。
使用拳銃はグロック17。
佐伯 佳奈（さえき かな 原田佳奈）
登場作品：『まだまだ』
庶務。町田から「瞳ちゃん、お茶」と言われ「私、佳奈です」とふくれっ面で不満を示す。
岸本 猛（伊藤洋三郎）
登場作品：『リターンズ』、『フォーエヴァーTV』、『フォーエヴァーMOVIE』『さらば』
『リターンズ』より少年課刑事として登場。演ずる伊藤は前作まで警ら課・井沢巡査を演じており、鈴江の実質的な後任となった。
『さらば』では捜査課に異動しており、ベテラン刑事として、かつての吉井のように現場を指揮することが多い。
津久浦（池田努）
登場作品：『さらば』
新人刑事。本編中では目立った活躍はないが、小説版では張り込み中にディーノ・カトウに拉致され、警察を誘き寄せるための人質に利用される。
保谷（松浦慎一郎）
登場作品：『さらば』
津久浦と同じく新人刑事。覇気に欠ける性格。
早瀬梨花（西野七瀬）
登場作品：『帰ってきた』

剣崎未来彦（鈴木康介）
登場作品：『帰ってきた』

宍戸隼人（小越勇輝）
登場作品：『帰ってきた』

### 少年課
鈴江 秀夫（御木裕）
登場作品：テレビ1作目～『もっとも』
階級は不明。捜査課との合同捜査の際には前線に立つことが多く、鷹山や大下、さらに二人のペースに乗せられた薫の暴走によって様々な厄介事に巻き込まれる。本業である少年事件や非行問題には真摯に取り組んでいる一方、欠員などに乗じて捜査課への栄転を狙うという姑息な野心も持つ。口数の多い性格で、緊迫した状況で余計な一言を口走って同僚たちの不興を買うこともあるが、テレビ1作目・第36話ではその口の軽さが捜査進展への意外な糸口にも繋がっている。
昭和31年生まれだが5月19日生まれ（テレビ1作目・第23話「策略」）と4月7日生まれ（同・第49話「乱調」）とどちらも本人が語っているため、真相は不明。
御木自身が1996年に芸能界を引退したことに伴い、『リターンズ』以降は劇中から姿を消した。
結城 梨沙（水川あさみ）
登場作品：『まだまだ』
巡査。
捜査課の業務には我関せずの姿勢を貫く。また劇中では、少年課の仕事をしている姿すら見せていない。
同期の鹿沼と水嶋にGPSを仕掛けられデートを邪魔されたことがあり、相当根に持っている。ITの知識はそれなりに持っている。
課長である真山に対してもタメ語でツッコむ。机の上はファッション雑誌が多数あり、勤務中でもロリポップを舐めていたりしている。

### 警ら課
武田 竜（堀内孝人）
登場作品：テレビ1作目～『またまた』
巡査。
主に窓口業務、地域巡回、施設保全などを務める。町田と同期かつライバル的な存在で、町田の交際女性から掛かって来た電話に何食わぬ顔で応対したこともある。第41話では人質となった瞳を庇って重傷を負うなど活躍場面も多かったが、シリーズが進むにつれ出番が無くなる。
井沢 鉄男（伊藤洋三郎）
登場作品：テレビ1作目～『もっとも』
署内雑務や地域巡回、留置場の監視員などを務める。テレビ1作目・最終話では、派出所勤務中に犯人にマシンガンで撃たれ重傷を負う。キャラクターとしては『もっとも』を最後に登場していないが、先述の通り演ずる伊藤は『リターンズ』以降、少年課の岸本役として引き続き出演した。
中山 和夫（草薙良一）
登場作品：テレビ1作目
初期のみの登場。演ずる草薙は『もっと』第11話では悪役として、『フォーエヴァー THE MOVIE』ではタンカーの船長として出演。

### 交通課
若原 友行（加藤大樹）
登場作品：テレビ1作目～『もっとも』
長身で渋い声が特徴。映画1作目で豹藤を追跡中、乗っていたパトカーが横転し負傷する。鷹山・大下に対して敬語を使う時もあれば、タメ口だったりするので年齢は2人と同じぐらいであると思われる。車両整備も兼務しているようで、『またまた』ではレパードを壊した2人に対して「もっと愛情持って使ってくれよなぁ。女扱うみたいにさ」と冗談交じりに文句を言っていた。
河野 良美（監物房子）
登場作品：テレビ1作目～『もっとも』
巡査・無線係。港署にかかってきた電話の逆探知は彼女の役目であり出番も多かった。無線室内での登場が基本だが、テレビ1作目・第7話「標的」では、スポーツクラブの室内プールで泳いでいた所を犯人にビデオで隠し撮りされ脅迫対象とされたり、第36話「疑惑」では勤務中に鈴江にナンパされた。また、映画1作目では派手な私服で薫や瞳と共にディスコ遊びに興じている。

### 鑑識課
安田 一郎（石山雄大）
『まだまだ』での送別の寄せ書きから、最終的な階級は警部補と思われる。
通称「やっさん」。普段は温厚で優秀な鑑識係だが、『もっとも』では町田に「熟しきって腐りきった女紹介します」と誘惑され、秘密裏に違法押収物の鑑定を引き受けたこともある。『もっと』第11話では、給料を奪われた鷹山と大下を恨めしそうに睨みつけ、怒りを露にしていた。『まだまだ』を最後に定年退職を迎えた。

### その他
竹田 敬三（海一生）
警ら課巡査としてテレビ1作目・第1話より登場。最終話では井沢と同じく、派出所勤務中に犯人にマシンガンで撃たれ軽傷を負ったほか、『もっと』第3話でも居合わせた犯人と銃撃戦で負傷したり、第22話では潜入捜査中の大下に呼び出された挙句にマシンガンで銃撃されたりとかなりの災難に遭っている。『まだまだ』では少年課に転属し刑事になる。『さらば』では車両係に転属しており、鷹山・大下に新車の覆面車（日産・GT-R）を強引に乗って行かれてしまう。また、大下の発言から実家が寺であるという事実も明かされた。
榊 礼子（ありたふみこ → 有田文子）
登場作品：『もっと』第1話・16話・20話
署内の医務室に勤務する嘱託医師。『もっと』第1・16・20話に登場。主に職員の健康管理や傷病被疑者の診察・治療を担当する。第16話では医師国家試験に関する情報を吉井に提供した。

## 退職者・異動者
松村 優子（木の実ナナ） / 登場作品：テレビ1作目～「さらば」
警部・少年課長 ⇒ 警視正・署長 ⇒ NPO法人「横浜港を守る会」会長
鷹山と大下の良き理解者。テレビシリーズでは両シリーズとも初期の数話までしか登場しない が、映画版では全作品に登場し、鷹山と大下のサポート役として大きな存在感を示している。
長きにわたって少年担当を務めており、映画1作目では暴走族リーダーですら「松村さんの頼みでは断れない」と行方不明になった鷹山の捜索に協力してしまうなど、横浜の不良グループに多大な影響力を持つ。
港署内では若手・ベテラン問わずフランクに接するなど、かなり人当りが良い。その反面、捜査課の検挙率の低さを手厳しく指摘するなど、少々お節介焼きで口うるさい一面もある。
まるで高級クラブのホステスのような豪奢な身なりを好む。その警察官らしからぬ風貌は、鷹山、大下、真山をはじめ港署署員から「若作り」「市民の敵」などと陰口を叩かれることもあるが、姐御肌の性格ゆえに信頼も厚い（『まだまだ』では、鷹山と大下に「一生付いて行きます」と言われた）。
テレビ1作目・第9話「迎撃」では、自衛隊特殊部隊出身の強盗殺人グループと立ち回りを演じ、『フォーエヴァー』ではマッドマックスタイプ2連水平ショットガンを発砲して国際テロリストの制圧に臨むなど、登場回数の少なさに反して、ハードなアクションシーンが多い。
愛車は、映画1作目では赤い日産・フェアレディZ（Z31型）、『またまた』では赤いフォード・マスタング（4代目）コンバーチブルに乗り、鷹山と大下が窮地に立たされた際にこれに乗り助っ人として現れる。『もっとも』や『もっと』第1話では、革製のレーシングスーツ（革つなぎ）を着てオートバイに乗って登場した。そのほかに「フォーエヴァー」では赤いフォード・マスタング（5代目）コンバーチブルに搭乗している。
『まだまだ』では署長（警視正）に出世。署長である立場上の制限はあるものの、かつてと変わらず窮地に陥った大下・鷹山をサポートした。
『さらば』ではNPO法人「横浜港を守る会」会長に就任し、県警本部からの要請で輸入品の監視業務を行っている。こちらでも二人が休職中にもかかわらず、頼れる刑事が限られているからと手を貸している。なお、愛車は白の日産・フェアレディZニスモ（Z34型）となっている。
吉井 浩一（よしい こういち 山西道広） / 登場作品：テレビ1作目～「さらば」
階級・役職は不明であるが、現場で指揮を執ることが多いため、捜査係長（警部補）クラスと思われる。
破天荒なキャラクターが多い捜査課の中でもオーソドックスで誠実な人物。それ故に近藤課長はじめ捜査課メンバーの信頼が厚い。
通称「パパ」。妻帯者で2人（共に息子）の子持ち。息子の一人はミサイルマニアだという。
神奈川県逗子市出身。「さらば」では、10年前に定年退職し、妻と共に伊勢佐木町で「文次郎」というおでん居酒屋を経営。その傍ら、大下が目をかけている若者が仮釈放された際に仕事を斡旋していた。なお、山西は『さらば』時点で既に俳優業を引退しており、一作限りの復帰となった。
田中とコンビを組むが、しばしば大下や鷹山と組む事がある。大下らに悪知恵を授けられ、田中と一緒に脱線することもある（第40話「温情」）。『もっと』第4話「奇策」では犯罪者のアジトを経営する歯無しの主人に変装した。
使用拳銃は、S&W M36チーフスペシャル2インチモデル、コルト・ローマンの2インチなどを使用する。
田中 文男（たなか ふみお ベンガル） / 登場作品：全作品
階級・役職は不明。捜査課の最古参で、取調官を務めることが多い。
長時間の取り調べになろうともひたすら「吐け」と繰り返し、その陰湿な空気で容疑者を辟易させて自白へ追い込む（=落とす）手法を得意としており、「落としのナカさん」の異名を持つ。それ以外にも沈黙したままひたすら相手を見つめ、しびれを切らさせて自白を迫る方法もとる（第5話「襲撃」）が、その分時間も要することから、相手によっては失敗することもある。逆に自らが尋問を受ける立場になると非常に弱い（映画1作目）。また好色家でもあり、美人の容疑者や参考人相手には捜査上無関係なセクハラまがいの尋問ばかりに終始することも多い。
TVシリーズ初期は無表情で陰気な皮肉屋として描かれていたが、徐々にユーモラスな面が強調され始め、とりわけ中盤から常に携帯するようになった扇子と、悪趣味なまでに派手な色合いのベストがトレードマークとなる。温風が出るという謎の扇子も所有していたが、燃料代がかかると悩んでいた。他にもアイドル・芸能雑学や財テク、性風俗など様々なマニアックな趣味を持ち、特に巷の洋品店界隈では「セーラー服狂いのナカさん」の異名を取るブルセラ狂である。また、神頼みや幽霊を信じるなど迷信深い一面も持つ。前述のように捜査員としての能力は決して低いものではないが、常に近藤課長や立場の強い相手の顔色を窺って立ち回るオポチュニストであり、時には犯人相手でさえ堂々と媚びへつらう場面もある。
第45話「謹慎」からパイポを使用している。『もっと』第11話「結婚」から派手なベストを着用。
使用拳銃は全シリーズを通しコルト・ローマンの2インチ（『フォーエヴァー』のみNEW-TYPE）を使用する。
捜査車両の運転技術はかなり荒っぽく、鷹山曰く「ユージの方が安全運転だ」という（第40話「温情」）。
『さらば』では、10年前に定年退職し、その後はラーメン屋の屋台を営んでいる。小説版では妻と失業中の息子を抱えているという設定が付加された。
『帰ってきた』では情報屋として鷹山と会っている。
テレビシリーズのスタート当初、エンディングの出演者クレジットでは演者のベンガルは三番手に表記されていたが、第7話以降はトップクレジットへ変更されている。
谷村 進（衣笠健二 → 衣笠拳次） / 登場作品：テレビ1作目～「さらば」
階級・役職は不明。吉田とコンビを組むことが多い。
ボディビルダー並みに鍛え上げられた肉体の持ち主。当初はスーツを着こなした若手刑事だったが、現場に向う時に田中から「いくぞ筋肉」と煽られたことを皮切りに（第45話「謹慎」）、上半身裸になり筋肉美を披露しながらブルース・リーばりの怪鳥音をあげ正拳突きするなど（第47話「報復」）、自らの肉体を積極的にネタに用い始める。もともと演ずる衣笠はリーのファンであり、空手の芦原会館で黒帯を持つ有段者であることなどが劇中に反映されていった。「もっと」でも上半身裸になり後ろ蹴りを繰り出す空手的格闘、ホウキを棒に見立てたリーの物真似など（第22話「暴露」）を続けていく。
衣笠は柴田・仲村が主演したドラマ『勝手にしやがれヘイ!ブラザー』に悪役で出演した際にも上半身裸で筋肉を見せつけ、柴田・仲村とともに「こいつなんか見たことある」というセルフパロディ的なやりとりを見せた。
使用拳銃は、『もっと』前期のみ、S&W M19 コンバットマグナム　2.5インチ。その他は全てコルト・ローマンの2インチを使用。
車を運転するシーンはめったにない。
衣笠は飛び蹴り（第40話「温情」）、走行する自動車から犯人にアスファルトの道路に突き落とされる（第42話「恐怖」）など、舘・柴田・仲村に次いでスタントやアクションシーンが多く、出演者で衣笠のみ自分のシーンを吹き替えを使わず、全て自ら行っている。
『さらば』では横浜海上警察署に異動。港署のように大きな事件がなく体を持て余しているようで、大下に「港署に戻りたい」と漏らす。
愛川 史郎（飯島大介）
階級は不明。少年課刑事としてテレビ1作目・第1話より登場。少年事件担当者にもかかわらず粗野な言動が多い。松村の不在時には、課長のデスク上で執務を行う場面もある。
『まだまだ』では既に定年退職を迎え、警察関係庁舎のガードマンを務めている。
土橋 徹（賀川幸史朗）
警部・交通課長としてテレビ1作目・第1話より登場。第16話・第20話・第50話、『もっと』第1話では捜査課の応援で現場に出ている。『まだまだ』では既に定年退職を迎え、遊園地のガードマンを務めている。しかし誰からもいじられなかったため、自ら絶叫していた。

## 神奈川県警察本部
柴野 悟（清水綋治）
階級・役職は不明。通称「ぬらりひょん」「妖怪柴野」。テレビ1作目・第1話から第22話まで不定期に登場していたセミレギュラーキャラクター。港署管内で重大事件が発生した際、本部からの目付役として捜査のイニシアチブを握ろうとするが、毎回鷹山と大下のペースに振り回された挙げ句、面倒な仕事を体よく押しつけられることもある。
服装はいつもヨレヨレで清潔感が無く、鷹山・大下のファッションセンスに比べるとあまりにも対照的である。常に単独行動。
西島（上田耕一）
テレビ1作目・第34話「変身」で登場。暴力団など組織犯罪捜査のプロであり、麻薬取締官殺人事件の際に県警本部から港署に派遣されてきた。黒のスーツに赤のネクタイという柴野刑事とは正反対のファッションセンス。強面でかなりの熱血漢。
原熊（高城淳一）
テレビ1作目・第38話「独断」で登場。代議士令嬢に絡む殺人事件の際に山下署に派遣され、捜査指揮をとっていた。隣接する港署から派遣された鷹山、大下を「指名手配犯よりもあの二人を逮捕したい」というほど毛嫌いしている。終盤では港署に乗り込んで、近藤課長のデスクを勝手に陣取り、我が物顔で待機していた。近藤課長も取調室に篭ってしまい呼び捨てで陰口を叩くほど苦手の様である。
新田（堀田真三）
巡査部長（劇中では「刑事部長」と呼称されている）。『またまた』で登場。横浜マリーナで現金約1億円が入ったバッグを持って脱出しようとした大下を、誘拐事件の犯人と思い込んで拳銃を向け、「動くな!神奈川県警だ!」と追いつめるも、「神奈川農協?」とボケられた上、鷹山の機転により殴られた挙句大下に逃げられてしまう。さらに殺し屋・佐久間が何者かに射殺された現場で、再び大下と遭遇し「港署のセクシー大下だ」と自己紹介をした大下に対し「何が『港署でセックスをした』だ!」と切り返す。そして今度は大下を殺人事件の犯人と思い込んで逮捕するも、また鷹山が大下を助けに現れ「なんで高見山が?」と再び支離滅裂な言動の果てに大下に逃げられてしまう。
演じた堀田はテレビ1作目・第31話「不覚」で興龍会幹部・井上役で登場、鷹山とも絡んでいる。
神崎 京子（一色彩子）
『もっと』第17話「乱心」で登場。県警本部の警部補でアメリカのFBIアカデミーで訓練を受けた麻薬捜査のエキスパート。本籍・東京都品川区（警察手帳で確認できる）。コカイン売人が絡む殺人事件の際に港署に派遣された。最初は鷹山と大下の捜査に同行していたが、銀星会幹部の尋問中にいきなり発砲したり、容疑者宅に単独で突入しようとして容疑者を取り逃がすなどの破天荒な行動で捜査を混乱させてしまう。そのじゃじゃ馬ぶりに辟易した二人からは共同捜査を拒否され、その後は町田と組んだ。終盤で町田を人質に取られた際には「援護してくれなきゃ動けない」と腰を抜かす醜態を見せ、容疑者女性に介抱されてしまうほどだった。解決後、鷹山らは彼女の手柄として近藤に報告し、その見返りとして中華街で高級料理を鷹山ら3人に振る舞うことになる。
演じた一色はテレビ1作目・第19話「潜入」で犯人のホステス役で登場しており、町田とも絡んでいる。
寺西 哲生（菅田俊）
『フォーエヴァー』で登場。ヤクザっぽい風貌から、大下に銃を突きつけられ、あげくに町田達と銃撃戦を繰り広げてしまった（服は変装している訳ではなく、普段着との事）。港署に潜入した城島を確保するため、出動要請した県警機動隊の指揮をとった。同じくヤクザっぽい風貌の秋田刑事とはコンビを組んでいるものと思われる。
演ずる菅田は映画1作目では殺し屋・豹藤幸次郎役として、『もっと』第1話「多難」では銀行強盗犯の宮崎役として出演している。さらに本作とは直接ストーリー上の関係性はないが、東映ビデオが2000年、2001年にセントラルアーツ製作協力の元で製作した『あ・キレた刑事』にて「新港署」の黒木刑事役として主演した。
緒方 雄一（西岡徳馬）
県警本部長、警視監。『フォーエヴァーTHE MOVIE』に登場。深町課長にリストラ案の作成と同時に鷹山と大下を辞職させるよう迫るが、後半ではN.E.Tによるタンカージャック事件の対応に追われる。
深町 新三（小林稔侍） / 登場作品：『リターンズ』から『さらば』まで
警部・港警察署捜査課長 ⇒ 警視監・神奈川県警察本部長。近藤の後任として県警本部から着任。普段はエリート意識が強く融通の利かない堅物を装っているが、卑劣な犯罪や理不尽な命令に対して怒りを抑えきれなくなると、鷹山・大下以上に無鉄砲な行動を取る。
基本は眼鏡着用であるが、『フォーエヴァー』だけは裸眼で登場している。『リターンズ』では鷹山・大下にあからさまな嫌悪感を示していたが、『フォーエヴァー』からは、かつての近藤課長のように、二人を怒鳴りつつも、内では信頼しサポートする役回りになっている。
『まだまだ』では無事県警本部に復帰し、それどころか本部長（警視監）にまで大出世していた。
『さらば』劇中でも本部長職に留まっているが、小説版ではすでに定年退職を迎えており、嘱託職員として県警の相談役を務めているという設定が用いられている。尚、小説版においては従来の警察組織のやり方では後手に回ってしまうという事情から秘密裏に二人を動かし様々な事件を解決させていった実績が語られているが、二人の定年退職間近の際には無事に退職させるために捜査をさせないよう町田に厳命していた。
八木沼 大輝（杉本哲太）
県警刑事部長。『帰ってきた』に登場。町田の同期。

## 銀星会
長尾礼次郎（深江章喜）
※テレビ1作目・第50話のみ室田日出男
銀星会会長。テレビ1作目・第10話「激突」、第20話「奪還」、50話「狙撃」、『もっと』第2話「攻防」で登場。なお第50話で長尾を演じた室田は、映画1作目で画商・鳴海役で出演。

## ゲスト
あぶない刑事 / もっとあぶない刑事

### あぶない刑事（1986年 - 1987年）
第1話「暴走」
- 麻生レミ（デート喫茶「パピヨン」のホステス） - 寺島まゆみ
- 今村明彦（浪人生） - 鹿又裕司
- 吉野久（爆破テロ犯・偽名「岩田一男」） - 河西健二
- 堂本健児（デート喫茶「パピヨン」のマスター） - 井上博一
- 受付の老人 - 奥村公延
- 高石トヨ（目撃者） - 浦辺粂子

第2話「救出」
- 依田（銀行強盗） - 山田隆夫
- 相沢保（銀行強盗） - 吉沢健
- 村井亮（銀行強盗） - 兼松隆

第3話「挑発」
- 野本麗子（株式会社スコープ電業 社員） - 吉宮君子
- 脇坂四郎（株式会社スコープ電業 社員） - 阿部雅彦
- 竹上（仕出弁当屋「三幸給食」） - 粟津號
- 広瀬（改造拳銃の密売人） - 鶴岡修
- 配管工 - 掛田誠

第4話「逆転」
- 小松美由紀（先月まで叔父のアクセサリー工場勤務） - 河合美智子
- 須藤（クラブ「クローバー」のバーテン） - 坂田祥一郎
- クラブ「クローバー」の店長 - 中丸新将
- 友金敏雄、有福正志、水木薫

第5話「襲撃」
- 石塚（石塚商会 社長） - 大林丈史
- 中沢信也（元金庫破り） - 野中功
- 中沢ヨリカ（中沢の妻） - 関根律子
- 島崎徳次（元銀星会幹部） - 清水宏
- 福永（銀星会幹部） - 浜田晃

第6話「誘惑」
- 玉木緑（バー「ノーザン・ライト」の雇われママ） - 風祭ゆき
- 金森良一（元組員） - 飯田浩幾
- 宮本浩二 - 三上剛仙
- 永井俊男（バー「ノーザン・ライト」のマスター） - 新富重夫

第7話「標的」
- 片倉肇（前科1犯） - 黒田真澄
- 野本（銃砲店の店員） - 鶴田忍
- 玉村駿太郎、高瀬詩子

第8話「偽装」
- 坂本治（チンピラ） - 中島陽典
- 南川マキ（坂本の彼女） - 小島みづほ
- 郷田修平（貿易会社オーシャン実業 社長） - 河原さぶ
- 中川順一（貿易会社オーシャン実業 共同経営者） - 杉欣也
- ドヤのオヤジ - 榎木兵衛
- 横沢文男（コンビニ強盗・前科2犯） - 堀勉
- 谷村好一、志賀圭二郎

第9話「迎撃」
- 斉藤（元自衛隊特殊部隊） - 新海丈夫
- ゲン / 今井元気（源六の孫） - 庄川正信
- 吉村明美（斉藤の情婦） - 江崎和代
- 源六（「源六ハウス」店主） - 河合絃司
- カフェの客 - 岩城正剛

第10話「激突」
- 長尾彰（銀星総業社長・礼次郎のひとり息子） - 星正人
- 宮内紘子（クラブ「倫敦」のホステス） - 川島美津子
- 宮崎（長尾彰の部下） - 山岡八高
- 小宮（長尾彰の部下） - 影山英俊

第11話「奇襲」
- 鳴海治郎（船の操舵士） - 宮内洋
- 美咲涼子（三笠出版勤務） - 伊藤美由紀
- 内藤孝昭（ブティック「NAITOU」オーナー） - 江角英明
- 寺西英二（輸入車販売会社「チェッカーモータース」社長） - 小林勝彦
- 寺西靖子（英二の娘） - 志賀律子

第12話「衝動」
- 野島公次（銀星会No.1の取立屋） - 苅谷俊介
- 橋爪道子（歌手志望の娘） - 藤本恭子
- 富岡健一（覚醒剤売人） - 椎谷建治
- ジョー（拳銃密売人） - 深見博
- 赤松浩（前科者） - 木下秀樹
- のぞき趣味の園長 - 玉川良一
- スナックママ - 三島ゆり子
- 橘（弁護士） - 草薙幸二郎
- 影山英俊

第13話「追跡」
- 沢村（ガソリンスタンドの店員・港署の元刑事） - 宍戸錠
- 晴子（小料理屋「鶴平」の女将、沢村の元妻） - 一柳みる
- 稲垣保夫（拳銃強奪犯） - 片桐竜次
- 庄司守（信用金庫の元ガードマン） - 後藤明
- 松山署捜査課長 - 灰地順
- 道後温泉街の立ちんぼ - 戒田節子

第14話「死闘」
- 小堺（横浜中央警備保障のガードマン） - 磯村憲二
- 吉浦茂（強盗未遂で手配中） - 根岸一正
- 梶谷（逃がし屋・元税関吏） - 三島新太郎
- 久松恒男（吉浦と現金輸送車を襲撃） - 町田政則
- 中原麗子（ブティック経営者） - 藤山律子
- 井上珠美（吉浦の彼女） - 泉じゅん
- 猫田 - 横山あきお
- 二瓶 - 武藤章生

第15話「説得」
- 高村仁（ガソリンスタンドの店員） - 永瀬正敏
- 奥村春美（仁の恋人） - 山本奈津子
- マリー（コールガール） - 仁科まり子
- 早見晃（スナック「ルイ」ウェイター） - 浦野真彦

第16話「誤算」
- 由香里 - テレサ野田
- 森口（飛鳥興業 社長） - 山下洵一郎
- 河野淳（開港病院のインターン） - 吉田淳
- 飯岡（ハスラー） - 流健二郎
- 常山（ヤクザ） - 田中公行
- 二家本辰巳、殺陣剛太

第17話「不信」
- 中屋圭介（麻薬取締官） - 野村昇史
- 白石典子（昌平の叔母） - 阿弥陽子
- 野々村（花屋の従業員） - 丸岡奨詞
- 白石昌平（殺人現場を目撃した少年） - 斉藤良
- 八木沢（麻薬取締官） - 藤岡洋右
- 福子（バーのママ） - 小桜京子
- 時本和也、藏内秀樹

第18話「興奮」
- 野沢（京浜証券勤務のサラリーマン） - 貞永敏
- 高橋由美（東陽銀行支店長の娘） - 渡辺祐子
- 裕子（野沢の恋人） - 余貴美子
- 高橋弥市（東陽銀行支店長・由美の父） - 大木史朗
- 明夫 - 松下一矢

第19話「潜入」
- 佐久間悦子（ナイトクラブ「Kingston Club」のホステス） - 一色彩子
- 森岡安男（篠崎の相棒） - 伊藤敏八
- 渡辺（田端の部下） - 大谷朗
- 篠崎良雄（強盗犯） - 赤坂広人
- 田畑博巳（貿易商社「TABATA TRADING」社長） - 鹿内孝
- 江藤漢

第20話「奪還」
- 三村奈津子（輸入雑貨店「ONE/HALF」経営） - 赤座美代子
- 三村恵理香（尾崎と奈津子の娘） - 伊藤智恵理
- 東条（銀星会系東条会会長） - 浜田晃
- 銀星会組員 - 友金敏雄
- 冒頭部の誘拐犯人 - 下元史朗
- ジョニー（横須賀在住の米軍人） - マイケル・コールマン
- 冒頭部の警官隊の一警官 - 伊武雅刀（ノークレジット）

第21話「決着」
- 倉橋忠男（銀星会幹部） - 内田勝正
- マリア・ベレ（マニラに住む大学生） - 佐々木美須加
- 児島（マスター） - 山根久幸
- 松永（倉橋の舎弟） - 田辺年秋
- 後藤（銀星会） - 中根徹
- バーテンダー - 松山鷹志

第22話「動揺」
- 菅沼和江（主婦） - 中島はるみ
- 花岡登（スナック「JO'S BAR」のバーテン） - 立川光貴
- 渡辺航

第23話「策略」
- 岩見周平（前科2犯） - 内藤剛志
- 根岸友子（スナック「ポールスター」経営） - 岡本広美
- 作間（作間不動産） - 伊藤克信
- 金井セイジ（住所不定の男） - 小池雄介

第24話「感傷」
- 北村陽子（元教師・平和設備工業所勤務） - 紀ノ川瞳
- 滝田良（手配中の青年） - 安藤一人
- 山梨南署署長 - 真田健一郎
- 名代杏子

第25話「受難」
- 吉沢奈々（ソープランド「THE Bee」のホステス） - 中川みず穂
- 岩本明（自称カメラマン） - 立川利明
- 沼田隆次 - 近藤宏
- 北川真紀（「THE Bee」のホステス） - 松本真季
- 田中 - 武内文平

第26話「予感」
- 結城順子（結城順子法律事務所 弁護士） - 高沢順子
- 加藤誠（加藤商事 社長） - 高品剛
- 桑原正樹（銀星会の準構成員） - 植村喜八郎
- 宮崎 - 大念寺誠
- 檀喧太

第27話「魔性」
- サチ / 霧島佐知子（横浜女学館 2年生・元暴走族ジャッカル所属） - 森恵
- 大牟田一郎（印刷会社の御曹司） - 勝俣州和
- 滝沢信（本牧の塗装工・元暴走族ジャッカル所属） - 森聖二
- 菅井陽介（根岸の板金工・元暴走族ジャッカル所属） - 佐藤弘
- 水村泰三

第28話「決断」
- 岩城恒男 - 中西良太
- 古屋僚子（弁当職人・岩城の元内妻） - 大塚良重
- 牛島昇（中光運送の運転手） - 高杉亘
- 若菜響子（港署に配属された交通課の新人婦警） - 藤田紗江子
- 山岡（婦警） - 大方斐紗子
- 宇野（火薬工場職員） - 団巌
- 里子（牛島のアパート管理人） - 花原照子
- 掃除のおばさん - 山梨ハナ
- 村上幹夫、高山千草

第29話「追撃」
- 森山理沙 - 菊地優子
- 戸村（横羽組） - 清水昭博
- 高沢明（バーのオーナー） - 遠藤憲一
- 安部修（大学生） - 岡竜也
- 石橋英雄（神奈川県庁職員） - 中野英雄
- 河野悟 - 沢村透
- 平田浩二 - 中村望
- 横羽組の組員 - 松原誠、青山勝、藤岡勉

第30話「黙認」
- 黒田優子（保険外交員兼カラオケスナックのホステス） - 朝比奈順子
- 佐々木雅子（主婦・優子の双子の妹） - 朝比奈順子（二役）
- 黒田慎司（小学生） - 石野健司
- 佐々木（銀星会幹部） - 椎谷建治
- 安岡（銀星会組員） - 久保忠郎
- 田山（優子の勤務先の上司） - 田山力哉（ノークレジット）
- 栗田聖佐晃、瀬木一将

第31話「不覚」
- 西山俊之（チンピラ） - 山田辰夫
- 飯島真紀（西山の女） - 椎名梢
- 井上（興龍会幹部） - 堀田眞三
- 宮崎（早見の部下） - 伊藤敏孝
- 二家本（井上の部下） - 二家本辰巳
- 早見（銀星会幹部） - 平泉成
- 前原実、加治良介

第32話「迷路」
- 深見浩一（大学生） - 安藤一夫
- 間杉知佳子（東日グループの重役令嬢） - 岩間沙織
- 置き引き少年 - 萩原聖人
- 伊勢佐木町の目撃者 - 川辺智恵
- 深見浩一の母 - 佐野アツ子
- たばこ屋のお婆ちゃん - 原ひさ子
- 間杉守（知佳子の父） - 庄司永健

第33話「生還」
- 藤城敬子（ブティック「PAGE HOUSE」勤務） - 竹井みどり
- 野上良江（須藤の仲間） - 松井紀美江
- 岡部（磯山組） - 浅見小四郎
- 須藤健（貿易商） - 睦五朗
- 徳大寺康弘（徳大寺コーポレーション 社長） - 長谷川明男
- 佐藤信一

第34話「変身」
- 飯岡早苗（かもめ組組長代理） - 原日出子
- 関川誠（港栄海運 社長） - 黒部進
- 越水（関川の部下） - 鶴岡修
- 川島（若頭） - 大江徹
- かもめ組唯一の組員 - 日野道夫

第35話「錯覚」
- 渚ひろみ（歌手） - 余貴美子
- 山西陽子（港ヶ丘高校定時制・アマチュア詩人） - 勝沼のり子
- 佐賀明（鉄の兄） - 頭師孝雄
- 佐賀鉄（板前） - 頭師佳孝
- 丸内修（通称「マルチの修」、中塚の親友） - 樋浦勉
- 恵美（山西陽子の友人、横断歩道にて狙撃される） - 大川陽子
- 中塚（手配中の容疑者） - 白井達始
- 翁華栄

第36話「疑惑」
- 新田（港署警ら課 巡査） - 福田健次
- 九条（港署警ら課 巡査） - 深谷優隆
- 新田かおり（元看護婦・新田の妹） - 林優枝
- 火野隆三（坂口の兄貴分） - 伊藤高
- 坂口 - 渕上大二郎
- 梶間 - 桑原一人
- 花屋の店員 - 阿蘇美季
- 井上三千男

第37話「暴発」
- 工藤（サルーワプロダクト 社長） - 江角英明
- 門田（サルーワプロダクト 社員） - 友金敏雄
- 土井正一（土井商事 社長） - 北原義郎
- 斎藤貢（斉藤不動産 社長） - 花上晃
- 大沢 - 大谷朗

第38話「独断」
- 長谷川瞬（元プロボクサー） - 竹内力
- アンズ（ストリートガール） - 瞳はるか
- 原熊（神奈川県警本部の刑事） - 高城淳一
- タクシー運転手 - 掛田誠
- 町田政則

第39話「迷走」
- 片岡猛（無職） - 関川慎二
- 江尻恒雄（無職・片岡の相棒） - 堀勉
- 麻生万理（ダンスクラブのインストラクター） - 夏まり子
- 陳（元拳銃ブローカー） - 斉藤暁
- 安田（売人） - 八田純

第40話「温情」
- ヨーコ / 田代千香子（記憶喪失の少女・スーパー勤務） - 山本理沙
- 田代慎介（サルビア号機関員・千香子の兄） - 長戸勝彦
- 久保山（麻薬仲買人） - 菊川予市
- 北沢（麻薬仲買人） - 平野恒雄
- 君塚（麻薬仲買人） - 手島雅彦
- 秋島（田代のヘロインの取引相手） - 高岡良平
- 時本和也、大石源吾、安永憲司、樋口邦雄

第41話「仰天」
- 前島正樹（連続爆破事件の犯人） - 木場勝己
- 早見礼子 - 八神康子
- 服部清志（バーのマスター） - 小池雄介
- 松本光次（服部の相棒） - 広田行生
- 鈴木（電気工事の作業員に変装して港署を襲撃） - 田島基吉
- 大野（鈴木と港署を襲撃） - 谷村好一

第42話「恐怖」
- 豹藤彰（無職・前科3犯） - 団時朗
- 萩原ゆかり（中学生・萩原の娘） - 川辺智恵
- 倉中保（熱帯魚屋・元港南大ボート部） - 望月太郎
- 関根義一（クレープ屋の元タクシー運転手・元港南大ボート部） - 森下哲夫
- 薄井正樹（会計士） - 井上高志
- 萩原（化粧品輸入会社社長） - 城海峰
- 結城（タクシー会社部長） - 正木秀
- 渡辺（暴力団幹部） - 伊藤紘
- 深作覚

第43話「脱線」
- 高橋由香（殺された島田の彼女） - 川田あつ子
- 山野トメ吉（スリの常習犯・元医学生） - 飯山弘章
- 時田（銀星会組員） - 辰馬伸
- 沢村（銀星会組員） - 松山鷹志
- 滝（銀星会組員） - 別所哲也
- 島田 - 吉岡伸祥

第44話「苦杯」
- 岩木悟（パチンコ屋勤務） - 佐藤信一
- 笠間（笠間組組長） - 三輪猛雄
- 松本新一（笠間組組員） - 萩原好峰
- 松崎（銀星会幹部） - 志賀実
- 杉山（笠間組幹部） - 栩野幸知
- 佐野（銀星会幹部） - 市原清彦

第45話「謹慎」
- 栗田慶子（3ヶ月前まで新港電気勤務） - 中村あずさ
- 新谷浩（慶子の愛人・現金輸送車襲撃の3人組） - 麻生肇
- 笹井（現金輸送車襲撃の3人組） - 大島宇三郎
- 小松（現金輸送車襲撃の3人組） - 小沢一義
- 山下公園にいたバイク乗り - 中島陽典
- 東署の刑事 - 趙方豪、阿部祐二

第46話「脱出」
- 三上恵次（元銀星会組員・2年前に傷害の前科） - 倉崎青児
- 高沢（銀星会極東支部長） - 山本昌平
- 小山みか（三上の恋人・キャバクラ嬢） - 好井ひとみ
- 佐山（銀星会の顧問弁護士） - 瀬木一将
- 森下（銀星会組員） - 新海丈夫
- 人質・サラリーマン（グレースーツ） - 古川勉
- 人質・ライブハウスLOFT支配人（レゲエ帽の男） - 螢雪次朗
- 人質・黄色シャツの女性（鷹山の看護をする） - 松岡久美
- 室井奈穂子

第47話「報復」
- 一ノ瀬和夫（5年前に相棒の中野と金塊を強奪） - 内藤剛志
- 一ノ瀬千晶（一ノ瀬の腹違いの妹・青葉通の証券会社勤務） - 福家美峰
- 緒方恒雄（宝石のブラックマーケット専用のブローカー） - 高品剛
- あけみ（ホステス） - 甲斐美恵
- 中野（一ノ瀬の相棒） - 重田尚彦
- 磯村憲二

第48話「無謀」
- 真木紀男（国際理科大学 4年生） - 水谷敦
- 松下宏子（元町ギャラリー勤務・ピアノ講師のバイト） - 大川陽子
- 元町ギャラリー支配人 - 中丸新将
- 白川浩一（冒頭で逮捕されるチンピラ） - 志賀実

- 白川の逮捕現場にいた掃除婦 - 高山千草

第49話「乱調」
- 飯岡早苗（かもめ組組長代理） - 小野さやか
- 島本照男（信次と奈美を追う強盗） - 高岡良平
- 坂口要三（島本の相棒） - 磯辺邦弘
- 瀬川信次（冷凍車の運転手） - 荒川亮
- 中野奈美（かまぼこ屋店員） - 石崎文也
- かもめ組唯一の組員 - 日野道夫

第50話「狙撃」
- 玉井（須藤組幹部） - 重松収
- 恩田幸一（殺し屋） - 飯田浩幾
- 恩田京子（恩田の娘） - 田山真美子
- 西島（銀星会幹部） - 片岡五郎
- 荻野（銀星会幹部） - 片桐竜次

最終話「悪夢」
- 山中一郎（夜勤のガードマン） - 阿川藤太
- 美晴（ブティック店員） - 原田采知
- デパート店員 - 小河麻衣子
- まゆみ（美晴の友達） - 椎名梢
- 強盗犯 - 掛田誠
- 殺人犯 - 町田政則

### もっとあぶない刑事（1988年 - 1989年）
第1話「多難」
- 宮崎 - 菅田俊
- 木戸昭義（宮崎の友人） - 久保忠郎
- 橋本（東和銀行を襲う強盗） - 黒田真澄
- 平川（橋本の相棒） - 奥久俊樹
- 志賀実、草刈滉一

第2話「攻防」
- 黒井アキラ（サラリーマン） - 和泉史郎
- 野口（銀星会幹部） - 新海丈夫
- 時田（密輸拳銃ブローカー） - 江角英明
- 遠山礼子（モデルクラブの女社長） - 風祭ゆき

第3話「閉口」
- 一ノ瀬高志（元船員） - 高品剛
- 竹山恒雄（元バーテン） - 高山瑛光
- 小島里沙（見習い美容師） - 吉川十和子
- 陣内（YM警備保障のガードマン） - 河合勇樹
- 千種かおる、田村麻実

第4話「奇策」
- 中沢信作（覚醒剤の運び屋） - 阿部祐二
- 藤代美紀（根本の同棲相手） - 高山典子
- 根本茂治 - 平野恒雄
- 榎木兵衛、星野晃、町田政則、榊原司郎、島村日出人、川本賢哲、清水一彦、酒井盛陽、山下優、土岐光明

第5話「争奪」
- 徳丸一三（和光貿易 専務） - 八名信夫
- 本庄恭兵（恐喝犯） - 富士原恭平
- 高井（弁護士） - 有川博
- 秘密クラブのバーテン - 影山英俊
- 団巌、小西山淳一、東城美帆

第6話「波乱」
- 鹿島幸雄（連続殺人犯） - 関川慎二
- 鹿島清（鹿島の弟） - 小沢一義
- 上原直美（横浜中央警備保障勤務・鹿島の情婦） - 古川明美
- 宮田 - 椎谷建治
- 坂本寿久

第7話「減俸」
- サブ / 辰巳三郎（無職・工藤の相棒） - 中島陽典
- 工藤直也（無職） - 木村栄
- 坂口恒雄（塗装工） - 坂田祥一朗
- 小沼実（塗装工・工藤の仲間） - 中村銀次
- 田所（レンタルビデオ店経営） - 辰馬伸
- 神奈川県警 刑事 - 井上博一

第8話「秘密」
- 坂上昭信（ハマインフォメーション 社長・元暴力団員） - 小林勝彦
- 西川（ハマインフォメーション 営業部長） - 浜田晃
- ジロー（チンピラ） - 塩谷孝之
- 島本（銀星会下部組織構成員） - 大谷朗
- 帯金伸行

第9話「乱脈」
- 遠山明（大学生） - 佐久間哲
- 島田登（フリーター） - 高橋周二
- 酔っ払いの男 - 小鹿番
- 北見敏之、田村寛

第10話「悪戯」
- 吉原（曙商事 社長・北竜会の元大幹部） - 大木正司
- 新見（曙商事 取締役・北竜会の元幹部） - 倉屋烈
- 松本（銀星会系篠田組組員） - 中山俊司
- 篠田（篠田組組長） - 黒部進
- 江藤漢、若林哲行、金子研三

第11話「結婚」
- 榎本まゆみ（函館西署 刑事） - 星洋子
- 河野（河野商会 経営者） - 伊藤敏八
- 田畑（元ヤクザ） - 草薙良一
- 小松誠（田畑とともに覚醒剤を盗む） - 山崎克史
- 瀬木一将、森聖二、片桐竜次

第12話「突破」
- 香川敦司（ゲームプログラマー） - 遠藤憲一
- 赤木彰久（銀行襲撃犯） - 安藤一夫
- 河合俊春、阿川藤太、吉田淳、岩城正剛

第13話「代償」
- 黒木榛名 / 沢口圭子 - 相築彰子
- 平尾明（平尾不動産 経営者） - 平野稔
- 柿崎正一（元町のブティック経営） - 山本紀彦
- 柿崎日出子（柿崎の妻） - 奈美悦子
- 田山真美子
- 看護婦 - 小河万以子

第14話「切札」
- アリス - 渡辺リカ
- 工藤英男（殺し屋） - 立川光貴
- 香山美樹（高級ブティック経営） - テレサ野田
- 横森 - 高野真二
- 佐久間（ギャンブラー気取り） - 浅見小四郎
- 阿部（ナイトクラブオーナー） - 十貫寺梅軒
- 暴力団組長 - 辻村真人

- 佐藤信一

第15話「不惑」
- 今泉浩（電子機器会社「パシフィック」勤務） - 柄沢次郎
- 牧野恵（銀行預金課勤務） - 網浜直子
- 山崎（麻薬の売人） - 伊藤哲哉
- 清水エンタープライズ 社長 - 久遠利三
- 日野光夫 - 飯山弘章
- 改造拳銃ディーラー - 堀勉
- 黒田真澄、浦野眞彦、大倉順憲

第16話「異変」
- 八木沢（東海ゼミナール 理事） - 勝部演之
- 尾崎（八木沢の秘書） - 中丸新将
- 朱美（水沼の女） - 明日香尚
- ゴロー（水沼の舎弟） - 岡本雄二朗
- 若林（予備校職員） - 大場健司
- 水木薫、細見良行

第17話「乱心」
- 神崎京子（神奈川県警察本部捜査課 警部補） - 一色彩子
- 小松夕子（アルファ航空スチュワーデス） - 伊藤美由紀
- 水本剛志（元ディスコ「ムーンブロー」のボーイ） - 森美智夫
- 池辺哲也（元ディスコ「ムーンブロー」のボーイ） - 広瀬匠
- 深野修（元ディスコ「ムーンブロー」のボーイ） - 神谷潤

第18話「魅惑」
- 立花祥子（喫茶店ウェイトレス） - 芦川よしみ
- 角田茂（強盗傷害で多摩刑務所に服役） - 青島健介
- 星恒雄（角田の舎弟） - 山崎勘太
- 中井久（多摩刑務所に服役） - 瀬木一将
- フェリーの操縦士 - 高瀬将嗣
- 和田周、斉藤暁、河合弦司

第19話「役得」
- 石井由美 - 河合美智子
- 島田亮一（脱獄囚） - 田嶋基吉
- 佐久間（画廊「聖美ギャラリー」オーナー） - 団時朗
- 岩崎和也（島田の仲間） - 二家本辰己
- 辻親八、船場牡丹、岸端浩也、影山誠二、森聖二

第20話「迷惑」
- 橘（警視庁捜査一課 刑事） - 苅谷俊介
- 103号（殺し屋） - 友金敏雄
- 金子英二（バー「VFW」マスター・橘の元同僚） - 下塚諒
- 銀二（密輸品ブローカー） - 脇坂奎平
- 笞原（銀星会） - 新海丈夫
- 榊原司郎、島村日出人

第21話「傷口」
- 天野健次（強盗殺人終身刑の囚人） - 坂西良太
- 加瀬優子（松原の元彼女） - 竹井みどり
- 松原弘和（会社社長） - 井上高志
- 手嶋雅彦

第22話「暴露」
- 有田（覚醒剤密売組織「有田エンタープライズ」社長） - 蔵一彦
- 田宮アケミ（「有田エンタープライズ」構成員） - 重松収
- 角脇（「有田エンタープライズ」構成員） - 佐藤信一
- 横井（銀行強盗） - 小林一三
- 覚醒剤中毒の男 - 森岡隆見
- 大念寺誠、杜澤泰文、多賀谷渉、清水一彦、酒井盛陽

第23話「心痛」
- 池上修治（ミリオン不動産 社長） - 森次晃嗣
- 池上公平（池上修治の息子・中学生） - 小野隆
- 飯島（大洋不動産 専務） - 上田耕一
- 毛利（暴走族） - 安藤一人
- 林照高（日の出組のチンピラ） - 志賀実
- マキ（林の女） - 桑田和美
- 星沢（ミリオン不動産 常務） - 大林丈史
- 狙撃犯 - 町田政則
- 池上修治の妻 - ただのあつ子

第24話「急転」
- 三木泉（エレベーターガール・犯人を目撃する） - 杉浦一恵
- 高木登（ブティック「グリーグレイ」社長） - 石田信之
- 高木美枝（グリーグレイ専属デザイナー・登の姉） - 田島令子
- 内山正（泉に好意を寄せている） - 松下一矢
- 相馬剛三、東城美帆

最終話「一気」
- 梶原仁（麻薬の売人） - 倉崎青児
- 美香（ウェイトレス・仁の恋人） - 渡辺祐子
- 尾藤彰（麻薬の売人） - 間田憲輔
- スナックのマスター - 伊藤裕平
- 黒木（元銀星会系の暴力団員） - 清水宏
- 志賀圭二郎、小池雄介、大石源吾、浦野眞彦